# Edoardo il Principe Nero
Edoardo di Woodstock, popolarmente chiamato il Principe Nero (in inglese Edward the Black Prince; Woodstock, 15 giugno 1330 – Westminster, 8 giugno 1376), fu l'erede riconosciuto al trono d'Inghilterra dal 1343 fino alla sua morte, nonché uno dei più importanti comandanti militari inglesi nella guerra dei cent'anni.
Era figlio primogenito del re d'Inghilterra e duca d'Aquitania Edoardo III e di Filippa di Hainaut. Non divenne mai re perché la sua morte precedette di un anno quella del padre, consentendo al figlio Riccardo, anche se minorenne, di salire al trono.

## Biografia
Nato nel Palazzo di Woodstock nell'Oxfordshire, Edoardo fu fatto Conte di Chester nel 1333, Duca di Cornovaglia nel 1337 e infine investito Principe di Galles nel 1343.

### Infanzia
La sua nascita fu importante per la famiglia reale sotto diversi punti di vista, poiché si dice avesse dato a Edoardo III la certezza che la dinastia plantageneta sarebbe continuata, così da dargli la possibilità di continuare nella distruzione di Ruggero Mortimer, primo conte di March, e di Isabella di Francia nel 1330, senza particolari apprensioni in merito.
Il giovane principe svolse le funzioni simboliche di reggente nel 1339, 1340 e 1342, mentre il padre era in campagna militare. Si pensa abbia partecipato a tutte le riunioni del consiglio e abbia compiuto delle trattative con il papato sulla guerra nel 1337.
La sua giovinezza si caratterizzò per una passione per i mantelli in velluto rosso e porpora e per i tornei, a spese dell'istruzione, così come era stato per suo padre. Il principe sviluppò inoltre una noncuranza per il denaro, insieme all'inclinazione per il gioco d'azzardo, che con il tempo avrebbe cagionato la fine della sua fortuna.

### Carriera militare

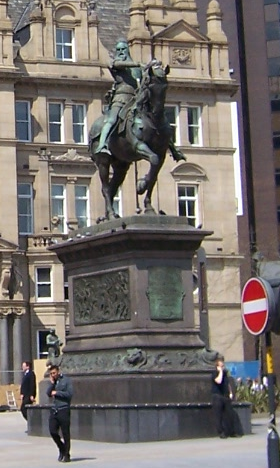
Statua del Principe Nero a Leeds

Edoardo dimostrò di possedere un prodigioso talento militare, come testimoniato dal coraggio personale e dalle abili tattiche poste in essere alla battaglia di Crécy, quando era ancora sedicenne. A ciò fece seguito dieci anni dopo con un'altra vittoria alla Battaglia di Poitiers, durante la Guerra dei cent'anni, che permise in seguito di firmare il Trattato di Brétigny, dopo un periodo di grave anarchia in Francia. Il principe manifestò ancora il suo valore nel 1367, con la vittoria nella battaglia di Nájera, nel nord della Castiglia. Froissart lo definì «il più grande soldato della sua epoca».
Edoardo mantenne la consuetudine di usare arcieri inglesi e gallesi nel suo esercito. Grazie a ciò gli arcieri inglesi ottennero nel tempo una consistente supremazia sui balestrieri di oltremanica, sia nello scoccare più velocemente le frecce, sia nella precisione sulle grandi distanze. Gli arcieri furono utilizzati efficacemente insieme a punti d'appoggio di fanteria pesante e di armigeri; ciò dopo che la cavalleria francese aveva cominciato a indossare corazzature di piastre, leggere ma resistenti. La superiorità degli arcieri inglesi fu evidente anche contro tali corazze, essendo i primi addestrati ad abbattere i cavalli e i capisaldi della fanteria (fossati, pali, buche, barriere di difesa, carri, acquitrini, fango e palle spinate). Gli armigeri, spesso a cavallo, furono impiegati per annientare i nemici feriti gravemente. Edoardo fu uno dei primi condottieri a introdurre l'uniforme, abbigliando le sue truppe del Cheshire e del Flintshire in abiti verdi e bianchi.
Tuttavia, nonostante le sue capacità tattiche, Edoardo in genere evitò la battaglia convenzionale, preferendo la prosecuzione della strategia di suo padre, ovverosia le incursioni a cavallo (denominate in francese chevauchée), durante le quali faceva strage di civili francesi mediante devastazioni, saccheggi, massacri e stupri. Lo scopo era quello di dimostrare ai francesi che il loro sovrano non poteva aiutarli, cagionando così una serie di problemi interni (periodo dal 1356 al 1360), come per esempio i movimenti contadini, le incursioni dei mercenari, le lotte per il potere, le rivolte delle compagnie, le jacquerie, ecc. L'azione fu anche una forma vincente di guerra economica e poté essere usata per stanare gli eserciti che evitavano di dare battaglia, inclusi i guerriglieri. Edoardo fu in genere superiore agli altri comandanti impegnati nelle chevauchée, utilizzando durante le incursioni un misto bilanciato di velocità e distruzione, che solitamente durava un paio di mesi. Per contro gli altri comandanti erano troppo lenti e distruttivi oppure troppo veloci e inefficaci. Il Principe Nero inoltre utilizzò unità specializzate ed esplorò, prima di attaccare, vaste e lontane aree mediante delle pattuglie ricognitive di mercenari. La debolezza di Edoardo tuttavia, comune a tutti i comandanti inglesi dell'epoca, era nella ritirata dalla zona delle operazioni. Le risorse erano limitate e gli incursori erano normalmente rallentati dal loro rifiuto di consegnare i prigionieri o il bottino e infine troppa fiducia era riposta nelle informazioni fornite dai prigionieri, i quali tentavano di ingannare gli inglesi.
Il Principe Nero è associato ad almeno due accuse, non provate, di atrocità di guerra: il massacro di circa tremila abitanti, fra i quali donne e bambini, di Limoges nel 1370, dopo un assedio provocato dal vescovo della città, che aveva invitato i francesi a riconquistarla; la partecipazione al raid di Caen durante la chevauchée di Normandia del 1346, in cui furono trucidati 2.500 civili. È necessario dire che lo sconvolgente resoconto di Froissart sulla crudeltà del principe a Limoges non è avvalorato da fonti non francesi.

### Politica economica e commerciale di Edoardo

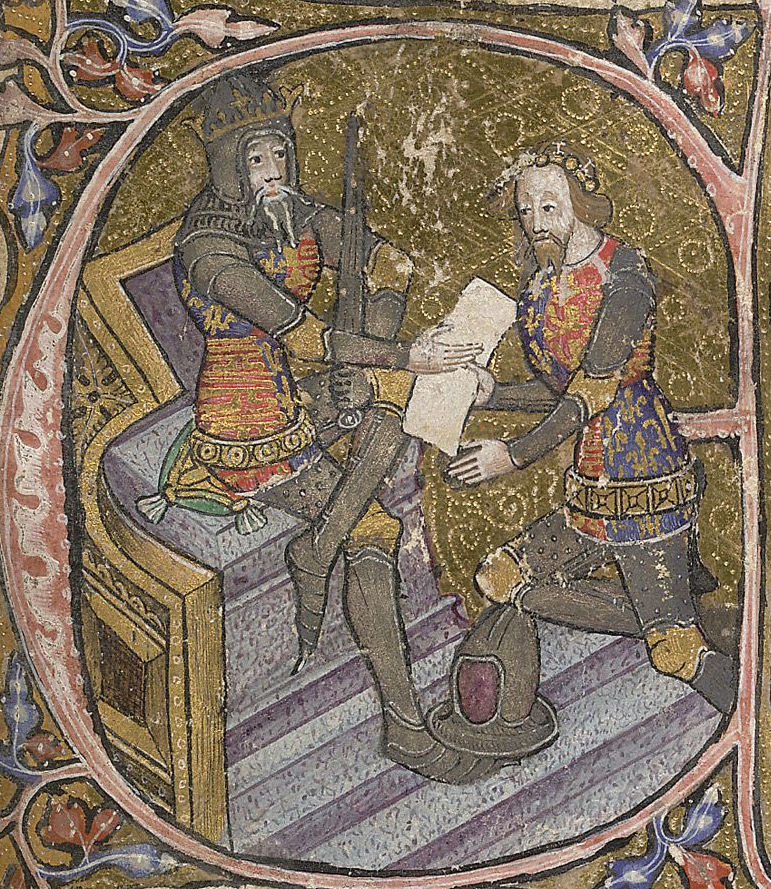
Edoardo III con Edoardo il Principe Nero

Quando il padre, Edoardo III, incrementò i rapporti d'affari con i mercanti della Hansa, soprattutto di Dortmund, che, oltre che a incrementare i loro traffici di lana, si misero a prestare denaro al re, anche il principe Nero ricorse al prestito dei mercanti della Hansa che, per tre anni, ottennero in pegno le miniere di stagno che Edoardo possedeva in Cornovaglia.
Per ciò che concerne le miniere di stagno della Cornovaglia che si trovavano a Lostwithiel, nelle vicinanze di Truro, Edoardo, impegnandovi dei capitali, organizzò l'estrazione, la lavorazione e l'esportazione dello stagno, ricavandone notevoli profitti e divenendo una sorta di capitalista industriale.
Inoltre Edoardo organizzò un traffico di pesce salato verso il mercato di Bordeaux.

### L'ultima campagna, la malattia e la morte
La campagna militare a favore di Pietro I di Castiglia, noto ai suoi nemici come "Pietro il Crudele", rovinò la salute e le finanze di Edoardo, tanto che fu costretto a rinunciare all'amministrazione dell'Aquitania nel 1371 e a ritornarsene in Inghilterra. Mentre cercava di farsi coinvolgere nel governo del Paese, per contrastare il suo ambizioso fratello, Giovanni Plantageneto, I duca di Lancaster, il principe dovette presto abbandonare qualsiasi speranza di riprendere l'attività militare. Rimane ignota la malattia che avvizzì gli ultimi otto anni della sua vita, benché si ritenga che fosse una forma particolarmente grave di dissenteria. Morì all'età di 45 anni a Westminster, l'8 giugno 1376, lasciando il giovane figlio Riccardo come erede al trono. Edoardo fu seppellito nella Cattedrale di Canterbury in un pregevole monumento funebre in rame e pietra; di fronte a lui dopo fu sepolto suo nipote Enrico IV. Le ultime volontà del principe stabilivano non solo le fattezze della tomba, ma anche che dovesse essere tumulato nella cripta della cattedrale. Tale richiesta fu tuttavia ignorata e il condottiero fu inumato a fianco della tomba di San Tommaso Becket, nella cappella della Trinità. L'effigie del principe, sebbene dorata, fu colata in ottone.
La sua malattia non fu ritenuta da alcuni storici come l'unica causa della perdita di potere nel 1371.
Quando la campagna in Spagna non ebbe successo (dal momento che Pietro fu sconfitto e ucciso), l'Inghilterra dovette sostenere grossi debiti provenienti dall'azione di Edoardo. Per contro, le pesanti tasse imposte dal Principe Nero causarono solo del risentimento. Come risultato, Edoardo III si vide costretto a controllare assiduamente il figlio malato, offeso e prodigo. Edoardo inoltre, quando fu chiamato dai francesi a Parigi per chiarire la sua posizione come duca d'Aquitania, replicò che sarebbe tornato lì con 70.000 uomini al seguito. Richard Barber, un biografo di rispetto, ha tuttavia messo in discussione tali fatti e lo stesso storico del tempo, Jean Froissart.

## L'appellativo di "Principe Nero"

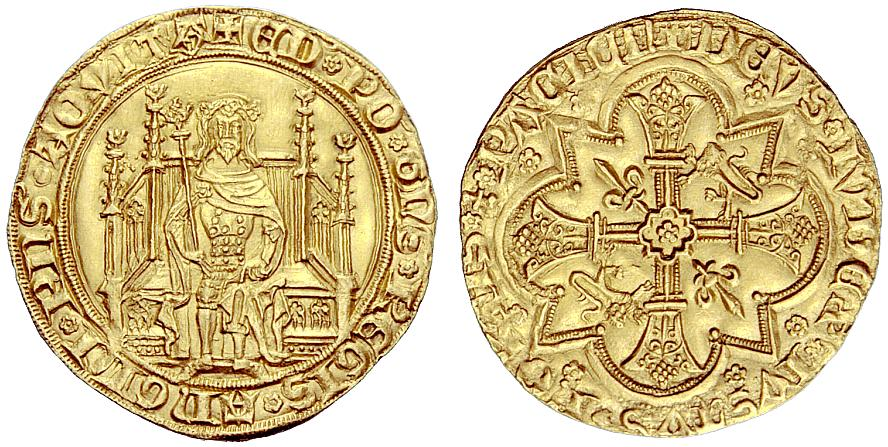
Moneta di Edoardo il Principe Nero.

Sebbene Edoardo sia quasi sempre definito il "Principe Nero", non fu così conosciuto dai suoi contemporanei. Egli invece fu noto come Edoardo di Woodstock. Il soprannome di Principe Nero non apparve nei documenti fino ad almeno due secoli dopo la sua morte. L'origine è incerta: secondo la tradizione l'appellativo derivò da una corazza nera, riccamente decorata, che Edoardo III regalò al giovane principe alla battaglia di Crécy. È anche possibile che il soprannome sia stato in origine coniato dai cronisti francesi, con riferimento alle terribili sconfitte che il principe inflisse alla Francia oppure alla crudeltà dimostrata nei fatti d'arme. Uno studio etimologico apocrifo del nome asserisce che lo stesso derivi dalla cupezza dell'effige tombale, dovuta alla sporcizia o alla lucidatura scura.

## Emblema

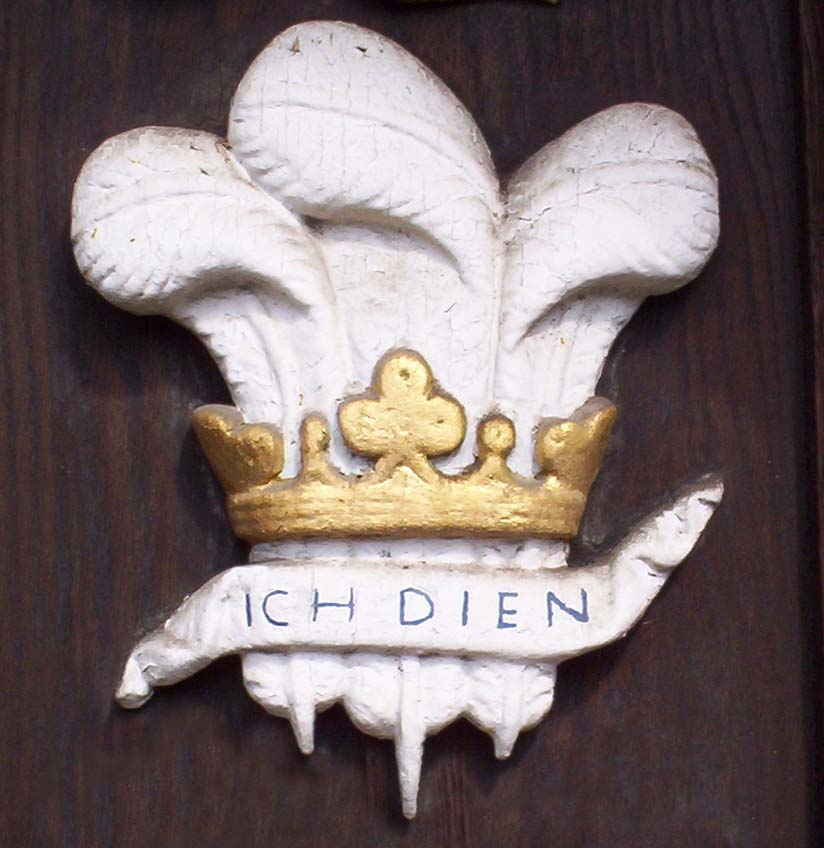
Una scultura dipinta sul portone principale dell'Oriel College di Oxford, la quale riproduce lo stemma araldico del Principe di Galles

Il pennacchio sull'emblema del Principe di Galles e il suo motto, Ich dien (dal tedesco: "Io servo"), si dice siano stati presi dal re di Boemia, conte Giovanni I del Lussemburgo, contro il quale egli aveva combattuto nella battaglia di Crécy. In base alla leggenda, dopo lo scontro il principe vilipese il cadavere del sovrano. Giovanni I andò in battaglia nonostante la sua cecità ed Edoardo ne ammirò il coraggio. Il principe raccolse l'elmo del re, foderato di piume di struzzo e ne prese il motto. Tali emblema e motto non furono un'esclusiva del Principe Nero, ma furono usati anche dai suoi fratelli. Questa storia comunque è vera solo parzialmente; mentre può essere fondato che Edoardo adottò le penne di struzzo dal re di Boemia, in passato l'emblema fu già utilizzato da altri sovrani inglesi.
Esiste una teoria per cui il Principe Nero e i suoi fratelli ereditarono il simbolo delle piume di struzzo dalla madre Filippa di Hainaut. Ella discendeva dalla famiglia dei conti di Hainaut, i quali utilizzavano detto simbolo (lo struzzo in francese è detto autruche), giocando sulla assonanza con il nome del loro possedimento: Ostrehans.
Vi è inoltre una teoria in base alla quale Ich dien scaturì da un'errata traduzione in tedesco dei termini gallesi Uwch dyn, ossia "Vostro servo".

## Uno sguardo sulla cavalleria

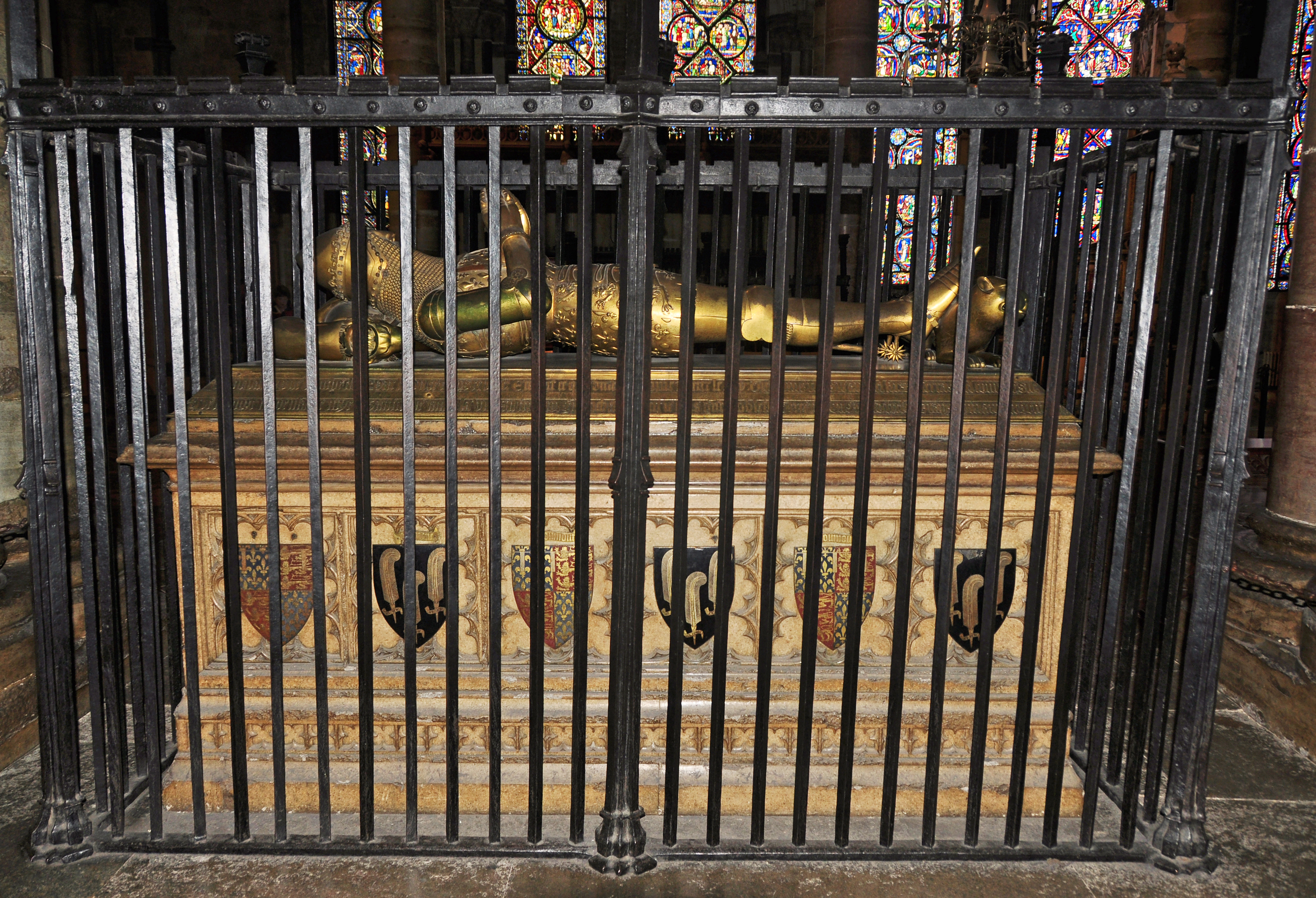
Il sepolcro del Principe Nero nella cattedrale di Canterbury

Edoardo visse in un secolo di declino degli ideali della cavalleria. La creazione dell'Ordine della Giarrettiera, di rango reale e di cui Edoardo fu un membro fondatore, segnò un mutamento verso il patriottismo, distante dalla mentalità crociata che caratterizzava l'Inghilterra dei due secoli precedenti. L'atteggiamento del principe in tale evoluzione fu apparentemente piuttosto diviso. Edoardo esternò un'obbedienza ai tipici doveri cavallereschi attraverso le sue costanti e pie contribuzioni alla cattedrale di Canterbury.
Da una parte, dopo la cattura di Giovanni II di Francia e del suo più giovane figlio a Poitiers, egli li trattò con grande rispetto, al punto di lasciare libero il sovrano di tornare a casa e, a quel che si dice, di pregare con lo stesso nella cattedrale di Canterbury. In particolare il principe concesse un giorno per i preparativi della battaglia di Poitiers, cosicché entrambe le parti poterono discutere dell'imminente scontro e il cardinal di Périgord poté invocare la pace. Sebbene contrario alle cariche di cavalleria sul campo di battaglia, egli fu incline ai tornei cavallereschi.
Dall'altra parte le sue inclinazioni cavalleresche in molte occasioni furono annullate dal pragmatismo. L'uso frequente della strategia delle chevauchée non aveva riscontro nei concetti della cavalleria dell'epoca, eppure questa fu abbastanza valida nel raggiungere gli obiettivi militari e nell'indebolire l'economia e l'unità della Francia. Sul terreno di battaglia, la prevalenza del pragmatismo sulla cavalleria fu evidenziata dall'uso massiccio di capisaldi di fanteria, arcieri e negli attacchi laterali. Inoltre Edoardo fu straordinariamente severo e sprezzante verso le classi meno abbienti della società, come indicato dalla pesante tassazione che egli impose come principe di Aquitania e dai massacri perpetrati a Limoges e a Caen. Il comportamento di Edoardo fu tipico di un numero sempre maggiore di cavalieri e nobili durante il tardo Medioevo, che poneva sempre meno attenzione agli alti ideali della cavalleria.

## Elenco delle principali campagne e loro importanza
- La campagna delle Fiandre del 1345, sul fronte nord, che fu di scarso significato e terminò dopo tre settimane, quando uno degli alleati di Edoardo fu ucciso.
- La campagna di Crécy sul fronte nord, che rese inefficiente l'esercito francese per dieci anni, permettendo che avvenisse l'assedio di Calais con poche resistenze, prima che scoppiasse la pestilenza. Anche quando l'esercito francese si riprese, le forze da questo schierate erano circa un quarto di quelle impiegate a Crécy (come evidenziato a Poitiers). La Normandia passò virtualmente sotto il controllo degli inglesi, che la lasciarono governare dai vassalli loro alleati, mentre essi avanzarono sul nord della Francia.

- L'assedio di Calais sul fronte nord, lungo e difficile, nel corso del quale gli abitanti soffrirono molto e si ridussero a mangiare cani, ratti e bambini[senza fonte]. Dopo Crécy, Edoardo III aveva messo l'assedio a Calais, che resistette eroicamente, ma dopo quasi un anno di assedio senza avere ricevuto alcun aiuto da Filippo VI, si dovette arrendere. L'assedio conferì agli inglesi il controllo sulla Francia settentrionale, prima della pace temporanea dovuta all'epidemia di peste.
- La controffensiva di Calais sul fronte nord, dopo che la città era stata conquistata dagli inglesi.
- La battaglia di Les Espagnols sur Mer sul fronte de La Manica, che fu una vittoria di Pirro, di scarsa importanza se non quella di prevenire le incursioni spagnole in Essex.
- la Chevauchée dell'autunno del 1355,[7] che in due mesi devastò la Linguadoca sino a Narbona e che minò l'economia del sudest francese provocando il risentimento da parte dei contadini verso il re di Francia. L'incursione inoltre "ammortizzò" l'area per la conquista, inaugurando alleanze con i vicini dell'Aquitania, tra i quali spiccava il re di Navarra e conte d'Évreux, il genero del re di Francia Giovanni II il Buono, Carlo II, che, dopo avere stretto quell'alleanza fu detto il Malvagio, e cagionò lo spostamento verso l'autonomia dalla Francia di molte regioni.
- La conquista aquitana del 1356 nella marcia verso la Normandia per ricongiungersi all'esercito inviato dall'Inghilterra, dopo l'arresto di Carlo II di Navarra, da parte del re di Francia Giovanni II il Buono, che rafforzò il controllo della regione e incrementò le risorse e gli uomini volti alla causa di Edoardo.

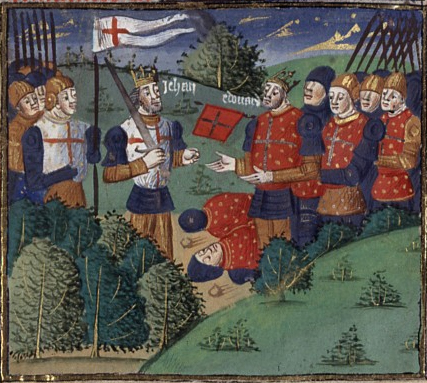
Resa di Giovanni II il Buono, alla Battaglia di Poitiers

- La Battaglia di Poitiers sul fronte aquitano a sud della Loira. Edoardo III, dopo l'arresto di Carlo il Malvagio, nel 1356, aveva inviato delle truppe in Normandia, che si fermarono di fronte all'esercito francese. Da Bordeaux, però si mosse Edoardo il Principe Nero, che arrivato alla Loira, trovandosi di fronte l'esercito francese, cominciò a ritirarsi, fermandosi nelle vicinanze di Poitiers, dove affrontò e sconfisse i francesi nella battaglia di Poitiers, in cui il re di Francia Giovanni II fu fatto prigioniero[8]. Circa 7.000 inglesi avevano avuto ragione di 15.000 francesi, l'esercito francese fu talmente menomato che, per i successivi tredici anni, non fu in grado di affrontare un esercito inglese[9], ci furono solo delle sfide da parte di Carlo V di Francia; e da Poitiers scaturì inevitabilmente il Trattato di Bretigny del 1360[10], che fu controfirmato dal delfino, Carlo il Saggio e da Edoardo.

1365: La Francia dopo il trattato di Brétigny, confermato a Calais.
In rosso: le proprietà inglesi prima del trattato.
In verde chiaro: le proprietà del re di Navarra, Carlo il Malvagio, nella penisola iberica e nel nord delle Francia.
In viola: I territori ceduti dalla Francia agli inglesi dopo Brétigny.

- La campagna di Reims. Dato che la tregua di Bordeaux, all'inizio del 1359, era scaduta, Edoardo III, in autunno, marciò su Reims per farsi incoronare re di Francia. Ma Reims non lo fece entrare, allora Edoardo pose il campo invernale in Borgogna e, in primavera, si presentò davanti a Parigi, dopodiché iniziarono le trattative di pace a Bretigny.
- La campagna di Nájera, sul fronte castigliano, dove il nuovo re di Francia, Carlo V il Saggio, riorganizzato l'esercito francese nel 1366, aveva appoggiato la sollevazione contro il re di Castiglia, Pietro I il Crudele, guidata dal fratellastro, Enrico conte di Trastamara. Pietro, appoggiato dagli inglesi del principe di Galles, Edoardo il Principe Nero, che avevano base a Bordeaux, e dal re di Navarra, Carlo II il Malvagio, che aveva permesso il passaggio a Edoardo. Il 3 aprile 1367 quest'ultimo vinse la battaglia di Nájera, facendo prigioniero il comandante delle truppe avversarie, Bertrand du Guesclin.
Ma Edoardo era ammalato e, in quello stesso anno, dovette lasciare la Castiglia. Più tardi Pietro fu ucciso dal fratellastro ma, nel frattempo, il continuo afflusso di denaro a favore della guerra da parte del principe Edoardo lo mandò in bancarotta; fu così che furono applicate forti tasse in Aquitania, per alleviare i problemi economici della Castiglia, finendo in un circolo vizioso di malumore in Aquitania e di una conseguente repressione da parte di Edoardo. Carlo il Saggio, sovrano francese, fu scaltro nell'avvantaggiarsi di tale risentimento. Il principe tuttavia divenne temporaneamente signore della Biscaglia[11].
- L'assedio di Limoges sul fronte aquitano. Nel 1370 Carlo V il Saggio nominò conestabile del regno di Francia Bertrand du Guesclin, che in quell'anno sconfisse gli inglesi e conquistò Limoges; il principe di Galles Edoardo, che a causa della malattia aveva rinunciato al comando delle sue truppe, nel 1371 riprese il comando delle operazioni, riconquistò Limoges e la saccheggiò; dopo ciò il Principe Nero fu costretto a gettare la spugna a causa della malattia e del dissesto finanziario, ma anche parzialmente a causa della crudeltà dell'assedio. Rientrò quindi in Inghilterra per l'aggravarsi della malattia. Senza Edoardo, gli sforzi inglesi contro Carlo V e Bertrand du Guesclin erano segnati. Giovanni, fratello del principe, non era interessato alla guerra in Francia, bensì a quella di successione in Spagna.
- Re Edoardo III e il principe salparono da Sandwich per la Francia con 400 navi, trasportando 4.000 armigeri e 10.000 arcieri, ma dopo sei settimane di cattivo tempo ed essendo fuori rotta, tornarono in Inghilterra. Questa fu l'ultima campagna del Principe Nero.

## Matrimonio e discendenza
Edoardo era stato cresciuto con sua cugina Giovanna di Kent, figlia di Edmondo Plantageneto, I conte di Kent, e di Margaret Wake, terza Baronessa di Wake of Liddell. Una vecchia storia narra di quanto egli la volesse sposa del suo intimo amico Sir Bernard Brocas e che, quando il principe affrontò il discorso, ella le rivelò il suo eterno amore. Edoardo sposò Giovanna nell'ottobre del 1361, suscitando delle polemiche. Sia Edoardo che Giovanna avevano lo stesso nonno (Edoardo I Gambelunghe) e si pensava che un condottiero come lui dovesse sposare una straniera, onde ottenere vantaggi diplomatici. Alcuni credono che per questo egli fosse stato esiliato nel ducato di Aquitania, dove governò per conto di suo padre.
Durante quel periodo dalla moglie, ebbe due figli:
- Edoardo di Angoulême (27 gennaio 1365 - Bordeaux, 1372);
- Riccardo di Bordeaux (6 gennaio 1367 - Pontefract, febbraio 1400), futuro re Riccardo II d'Inghilterra.

## Ascendenza
|                                           |                      |                        | Genitori                    |  |  | Nonni |  |  | Bisnonni                |  |  | Trisnonni                |  |
|                                           |                      |                        |                             |  |  |       |  |  | Edoardo I d'Inghilterra |  |  | Enrico III d'Inghilterra |  |
|                                           |                      |                        |                             |  |  |       |  |  | Edoardo I d'Inghilterra |  |  | Enrico III d'Inghilterra |  |
|                                           |                      | Eleonora di Provenza   |                             |  |  |       |  |  | Edoardo I d'Inghilterra |  |  |                          |  |
| Edoardo II d'Inghilterra                  |                      |                        |                             |  |  |       |  |  | Edoardo I d'Inghilterra |  |  |                          |  |
|                                           |                      | Eleonora di Castiglia  | Ferdinando III di Castiglia |  |  |       |  |  |                         |  |  |                          |  |
|                                           |                      | Eleonora di Castiglia  | Ferdinando III di Castiglia |  |  |       |  |  |                         |  |  |                          |  |
|                                           |                      | Eleonora di Castiglia  | Giovanna di Dammartin       |  |  |       |  |  |                         |  |  |                          |  |
| Edoardo III d'Inghilterra                 |                      | Eleonora di Castiglia  |                             |  |  |       |  |  |                         |  |  |                          |  |
|                                           |                      | Filippo IV di Francia  | Filippo III di Francia      |  |  |       |  |  |                         |  |  |                          |  |
|                                           |                      | Filippo IV di Francia  | Filippo III di Francia      |  |  |       |  |  |                         |  |  |                          |  |
|                                           |                      | Filippo IV di Francia  | Isabella d'Aragona          |  |  |       |  |  |                         |  |  |                          |  |
| Isabella di Francia                       |                      | Filippo IV di Francia  |                             |  |  |       |  |  |                         |  |  |                          |  |
|                                           |                      | Giovanna I di Navarra  | Enrico I di Navarra         |  |  |       |  |  |                         |  |  |                          |  |
|                                           |                      | Giovanna I di Navarra  | Enrico I di Navarra         |  |  |       |  |  |                         |  |  |                          |  |
|                                           |                      | Giovanna I di Navarra  | Bianca d'Artois             |  |  |       |  |  |                         |  |  |                          |  |
| Edoardo di Woodstock, Principe del Galles |                      | Giovanna I di Navarra  |                             |  |  |       |  |  |                         |  |  |                          |  |
|                                           | Giovanni II d'Olanda | Giovanni d'Avesnes     |                             |  |  |       |  |  |                         |  |  |                          |  |
|                                           | Giovanni II d'Olanda | Giovanni d'Avesnes     |                             |  |  |       |  |  |                         |  |  |                          |  |
|                                           | Giovanni II d'Olanda | Adelaide d'Olanda      |                             |  |  |       |  |  |                         |  |  |                          |  |
| Guglielmo I, conte di Hainaut             | Giovanni II d'Olanda |                        |                             |  |  |       |  |  |                         |  |  |                          |  |
|                                           |                      | Filippa di Lussemburgo | Enrico V di Lussemburgo     |  |  |       |  |  |                         |  |  |                          |  |
|                                           |                      | Filippa di Lussemburgo | Enrico V di Lussemburgo     |  |  |       |  |  |                         |  |  |                          |  |
|                                           |                      | Filippa di Lussemburgo | Margherita di Bar           |  |  |       |  |  |                         |  |  |                          |  |
| Filippa di Hainaut                        |                      | Filippa di Lussemburgo |                             |  |  |       |  |  |                         |  |  |                          |  |
|                                           |                      | Carlo di Valois        | Filippo III di Francia      |  |  |       |  |  |                         |  |  |                          |  |
|                                           |                      | Carlo di Valois        | Filippo III di Francia      |  |  |       |  |  |                         |  |  |                          |  |
|                                           |                      | Carlo di Valois        | Isabella d'Aragona          |  |  |       |  |  |                         |  |  |                          |  |
| Giovanna di Valois                        |                      | Carlo di Valois        |                             |  |  |       |  |  |                         |  |  |                          |  |
|                                           |                      | Margherita d'Angiò     | Carlo II di Napoli          |  |  |       |  |  |                         |  |  |                          |  |
|                                           |                      | Margherita d'Angiò     | Carlo II di Napoli          |  |  |       |  |  |                         |  |  |                          |  |
|                                           |                      | Margherita d'Angiò     | Maria d'Ungheria            |  |  |       |  |  |                         |  |  |                          |  |
|                                           |                      | Margherita d'Angiò     |                             |  |  |       |  |  |                         |  |  |                          |  |